# Syzygium fibrosum
Syzygium fribrosum es una especie de árbol perteneciente a la familia de las mirtáceas.

## Distribución y hábitat
Es un árbol de la selva húmeda nativo de los bosques de monzón de Indonesia, Papúa Nueva Guinea, y Australia.

## Descripción
Las hojas son opuestas, lisas, coriáceas, elípticas, de 5.5-11 cm de largo y 3.5-55 cm de ancho. Las flores son cremosas con numerosos estambres. El fruto rojo o rosa tiene una forma globular a planada y miden aproximadamente 2 cm de ancho, conteniendo una semilla singular.

## Usos
El árbol es cultivado a una extensión limitada por su fruta ácida, la cual es usada en mermeladas y golosinas.

## Taxonomía
Syzygium fibrosum fue descrita por (F.M.Bailey) T.G.Hartley & L.M.Perry y publicado en Journal of the Arnold Arboretum 54: 201. 1973.
Etimología
Syzygium: nombre genérico que deriva del griego: syzygos y significa "unido, reunido"
fibrosum: epíteto latíno que significa "fibrosa"
Sinonimia
- Eugenia fibrosa F.M.Bailey	[5][6]